# Боке (фільм)
«Боке» — науково-фантастичний драматичний фільм 2017 року, написаний і знятий Джеффрі Ортуейном та Ендрю Салліваном. У ньому в ролях двох американських туристів в Ісландії, які виявили, що всі інші на острові таємничим чином зникли, знялися Майка Монро та Метт О'Лірі. Прем'єра фільму відбулася на Міжнародному кінофестивалі в Санта-Барбарі, а 24 березня 2017 року він вийшов у прокат у США.

## Сюжет
Американські туристи Дженай і Райлі прибувають в Ісландію і відвідують кілька визначних пам'яток. Райлі взяв фотоапарат свого батька Rolleiflex і багато плівки. Коли Дженай питає, чому він віддає перевагу їй перед сучасною цифровою камерою, Райлі каже, що він вважає за краще фіксувати недоліки моменту, а не мати комп'ютерний чіп, який автоматично виправляє всі помилки. Вони відвідують стару церкву, і священик розповідає їм про її історію, називаючи дохристиянські часи простішими. Дженай розповідає, що її батько є проповідником, хоча вона каже, що його церква була не такою гарною. Відійшовши на ніч, Дженай, здається, прокидається серед ночі і йому важко знову заснути. Визирнувши у вікно, щоб помилуватися видом, вона бачить дивні спалахи північного сяйва вдалині.
Через кілька годин Райлі будить Дженая, щоб поснідати. Вони розчаровані, виявивши, що в їхньому помешканні не подають сніданок, а потім збентежені, коли не знайдуть персоналу. Вони продовжують відчувати проблеми з пошуком інших людей, коли вони йдуть: вулиці порожні, у магазинах немає персоналу, і ніхто не відповідає на їхні дзвінки. Вони помічають машину, що працює, і, не знайшовши власника, привласнюють її. Поки вони обговорюють можливі причини того, чому місто спорожніло, Дженай безуспішно намагається зв'язатися зі своєю сім'єю в Америці. Електропостачання та водопостачання залишаються, але телевізійні станції в прямому ефірі транслюють лише тестові сигнали. Збентежені Райлі та Дженай повертаються до готелю після їжі, не виявивши, що веб-сайти не оновлювалися з учорашнього дня.
Райлі залишається оптимістом і пропонує їм максимально використати ситуацію. Він веде їх на шопінг, зрештою заправляючи два позашляховики товарами з, здавалося б, покинутих магазинів. Він розважається фотографуванням Дженаї в мальовничих місцях і виконанням трюків. Однак Дженай починає впадати в депресію, сумуючи за своїм старим життям. Вона ще більше засмучена, коли під час необачного трюку Райлі поранився, і вона тисне на нього, щоб він пообіцяв більше не наражати себе на ризик. Оскільки їхні запаси стають дедалі меншими, Дженай і Райлі змушені харчуватися обмежено. Райлі злить Дженаї, коли той їсть швидкопсувну їжу поза узгодженим порядком на основі терміну придатності. Він каже, що може просто вирощувати більше їжі, якщо це необхідно, але вона наполягає, що вони дотримуються угоди.
Побачивши поганий настрій Дженаї, Райлі намагається підбадьорити її, принісши її до покинутої оболонки літака, яку він знайшов. Райлі називає це прекрасним, але Дженай бачить лише нагадування про мертвий світ, який вони зараз населяють. Після того, як Дженай стає приголомшеним занепадом міста, Райлі пропонує їм піти в похід. Досліджуючи каюту, вони натрапляють на старого на ім'я Нільс. Після того, як вони дали йому їжу та воду, він пояснює, що рано покинув місто та повернувся до своєї каюти. Спочатку схвильована тим, що знайде ще одного вижилого, Райлі розчаровується через поразку Нільса. Нільс розповідає Дженаю про своє домашнє життя: будучи юнаком, він надовго залишив сім'ю, щоб заробити гроші рибалкою. Коли він повернувся, то побачив, що вони змінилися. Дженаї стурбований, коли він каже, що не протестував проти цього, оскільки вважає, що марно боротися проти волі Бога, яка, за його словами, не бере до уваги людство.
Наступного ранку Райлі повідомляє Дженай, що Нільс помер. Повертаючись до його філософії, вона запитує, навіщо їм взагалі турбуватися про його поховання. Райлі наполягає на цьому, тому що «це те, що ми робимо». Після того, як вони повертаються до міста, Дженай стає одержимий пошуками нових людей, хто вижив. Райлі припускає, що вона шукає відповіді там, де їх немає, і замість цього вони повинні намагатися якнайкраще використовувати своє нове життя. Дженай із захопленням відкриває електронний лист, який чекає на неї на їхньому ноутбуці, але розчавлена, коли виявляється, що це фотографія Райлі, яка захоплена фотографувати Ісландію в новому сезоні. Коли Райлі повертається додому, він хвилюється, коли знаходить пакунок проявлених фотографій, залишених для нього Дженай. Шукаючи її всюди, він нарешті знаходить її тіло, що плаває в геотермальному басейні, мабуть, вона сама потонула. Райлі спочатку намагається покінчити життя самогубством, але натомість їде, засмучений, не поховавши подругу.

## Актори
- Майка Монро — Дженай
- Метт О'Лірі — Райлі
- Арнар Йонссон — Нільс
- Гуннар Хельгасон — Івар
- Берглінд Рос Сігурдардоттір як екскурсовод

## Поширення
Прем'єра «Боке» відбулася на Міжнародному кінофестивалі в Санта-Барбарі 3 лютого 2017 року, а 24 березня Screen Media Films випустила його в США. 25 квітня 2017 року Cinedigm випустила фільм на DVD.

## Рецензії
Rotten Tomatoes, агрегатор рецензій, повідомляє, що 43 % із 21 опитаного критика дали фільму позитивну рецензію; середня оцінка 5/10. Metacritic оцінив його 56/100 на основі дев'яти рецензій. Денніс Харві з Variety назвав це «А що, якщо?» вправа, яка, зрештою, не переносить свою початкову передумову до якогось надзвичайно цікавого місця". Пишучи в Los Angeles Times, Шері Лінден назвала фільм «чудово спрощеним», хоча вона сказала, що він не завжди відповідає своїй цікавій передумові. Вона описала назву, яка посилається на ефект боке, фотографічний ефект, у якому фон розмитий, що представляє різні точки зору головних героїв.